# Sailfish OS
Sailfish è un sistema operativo per dispositivi mobili con kernel Linux, distribuito da Jolla e basato sull'unione di MeeGo e Mer.
Ha un'interfaccia utente proprietaria che Jolla intende usare per differenziare i suoi telefoni cellulari dagli altri e come vantaggio competitivo su Android e iOS.
Parte del codice non è open source ma è sotto copyright Jolla.

## Early Access
L'Early Access è un programma, disponibile solo per dispositivi proprietari Jolla, che permette di testare gli ultimi aggiornamenti di Sailfish OS prima del rilascio generale al pubblico, ed è possibile attivarlo dal sito account.jolla.com.

## App
Oltre alle sue applicazioni native, Sailfish può eseguire più applicazioni Android. Possono verificarsi problemi se queste applicazioni sono state create senza seguire gli standard Android sui controlli, che potrebbero non essere visualizzati correttamente e diventare inutilizzabili. Il sistema Alien Dalvik incorporato ha il ruolo di uno strato di compatibilità con Android; esso non emula, ma implementa invece le API di Android. In questo modo il software Android può funzionare a velocità nativa senza alcun rallentamento delle prestazioni.

## Altri dispositivi
I produttori possono fornire apparecchiature mobili con un sistema operativo Sailfish con licenza, o come open source, o combinando entrambi e includendo le modifiche proprie o dell'operatore e il branding per mercati o scopi specifici.
Dispositivi di altri fornitori che concedono licenze per Sailfish OS:
- Sony Xperia 10 V - via Sailfish X
- Sony Xperia 10 IV - via Sailfish X
- Sony Xperia 10 III - via Sailfish X
- Sony Xperia 10 II - via Sailfish X
- Inoi T8 - Sailfish OS Rus
- Planet Computers Gemini PDA - via Sailfish X
- Sony Xperia 10 - via Sailfish X
- Sony Xperia 10 Plus - via Sailfish X
- Sony Xperia XA2 Plus - via Sailfish X
- Sony Xperia XA2 Ultra - via Sailfish X
- Sony Xperia XA2 - via Sailfish Jala Accione P
- Jala Accione
- Sony Xperia X - via Sailfish X
- Inoi R7 Rugged - Sailfish OS Rus
- Inoi R7 - Sailfish OS Rus
- TRI Turing Phone
- Gemini PDA x27
- Gemini PDA x25
- Sailfish Intex